# La Nuit du canard vivant
La Nuit du canard vivant (Night of the Living Duck) est un cartoon, réalisé par Greg Ford et Terry Lennon et sorti en 1988, qui met en scène Daffy Duck.